# Marie-Bernard Barnouin
 (mars 2025).
Pour les articles homonymes, voir Barnouin.
 (septembre 2024).
La mise en forme du texte ne suit pas les recommandations de Wikipédia : il faut le « wikifier ».
Les points d'amélioration suivants sont les cas les plus fréquents :
- Les titres sont pré-formatés par le logiciel. Ils ne sont ni en capitales, ni en gras.
- Le texte ne doit pas être écrit en capitales (les noms de famille non plus), ni en gras, ni en italique, ni en « petit »…
- Le gras n'est utilisé que pour surligner le titre de l'article dans l'introduction, une seule fois.
- L'italique est rarement utilisé : mots en langue étrangère, titres d'œuvres, noms de bateaux, etc.
- Les citations ne sont pas en italique mais en corps de texte normal. Elles sont entourées par des guillemets français : « et ».
- Les listes à puces sont à éviter, des paragraphes rédigés étant largement préférés. Les tableaux sont à réserver à la présentation de données structurées (résultats, etc.).
- Les appels de note de bas de page (petits chiffres en exposant, introduits par l'outil «  Source ») sont à placer entre la fin de phrase et le point final[comme ça].
- Les liens internes (vers d'autres articles de Wikipédia) sont à choisir avec parcimonie. Créez des liens vers des articles approfondissant le sujet. Les termes génériques sans rapport avec le sujet sont à éviter, ainsi que les répétitions de liens vers un même terme.
- Les liens externes sont à placer uniquement dans une section « Liens externes », à la fin de l'article. Ces liens sont à choisir avec parcimonie suivant les règles définies. Si un lien sert de source à l'article, son insertion dans le texte est à faire par les notes de bas de page.
- La présentation des références doit suivre les conventions bibliographiques. Il est recommandé d'utiliser les modèles {{Ouvrage}}, {{Chapitre}}, {{Article}}, {{Lien web}} et/ou {{Bibliographie}}. Le mode d'édition visuel peut mettre en forme automatiquement les références.
- Insérer une infobox (cadre d'informations à droite) n'est pas obligatoire pour parachever la mise en page.

Pour une aide détaillée, merci de consulter Aide:Wikification.
Si vous pensez que ces points ont été résolus, vous pouvez retirer ce bandeau et améliorer la mise en forme d'un autre article.
Marie-Bernard Barnouin, né le 18 octobre 1815 à L'Isle-sur-la-Sorgue (Vaucluse), mort le 8 juin 1888, est un abbé cistercien français.

## Biographie

### Le prêtre
Léon Barnouin a grandi dans sa ville natale en tant que fils d'un peintre. À l'âge de 13 ans, il réussit à entrer au noviciat des Capucins à Saint-Jean-de-Garguier (aujourd'hui : Gémenos), mais son père lui ordonne de revenir en 1830. Après trois ans d'oisiveté dans la famille, il étudie de 1833 à 1838 au petit séminaire de Notre-Dame de Sainte-Garde (à Saint-Didier), puis au séminaire de Saint-Charles (aujourd'hui fermé) à Avignon. Il est ordonné prêtre en 1843. De 1843 à 1849, il est un curé à Lapalud, mais il nourrit un projet de vie monastique.

### Ermite dans le Lubéron
Hors de question d'entrer dans l'abbaye trappiste d'Aiguebelle en raison de sa mauvaise santé, il fonde l'ermitage de Notre-Dame de La Cavalerie, ancienne commanderie de l'Ordre des Templiers, où une communauté monastique avait déjà exploité une ferme au XVIIIe siècle, avec l'appui de l'archevêque Jean Marie Mathias Debelay (1800-1863) à La Bastide-des-Jourdans dans le Luberon. Il prend le nom religieux de Marie-Benoît et, en tant que supérieur d'un petit groupe, y vit de plus en plus selon la règle de saint Benoît (qu'il vient de découvrir). En 1850, la communauté se compose de lui comme seul prêtre (en noir) et de neuf frères agriculteurs (en brun). Dans sa recherche du mode de vie approprié, elle est passée de l'érémitisme au cénobitisme. Barnouin s'éloigne également de l'idéal de l'Abbaye de la Pierre-Qui-Vire, fondée à peu près à la même époque, et qui veut allier érémitisme et mission. Il donne à sa communauté le nom de Bénédictins de l'Immaculée Conception .

### Fondation de Sénanque
En 1854, face à l'essor de la communauté et à l'impossibilité d'acheter et d'agrandir la cavalerie, Barnouin trouve la possibilité de repeupler le monastère de Sénanque, vacant depuis 1780, vendu en 1790 et en grande partie en déclin. Dans des conditions d'abord difficiles, mais avec une popularité considérable, il appelle sa communauté Bernardins de l'Immaculée Conception, se fait prieur et cherche (toujours avec le soutien de son archevêque) à s'affilier à l'ordre cistercien de l'observance générale, qui n'avait pas été représenté en France depuis la Révolution française (contrairement aux cisterciens de la stricte observance, les trappistes).

### Premier séjour à Rome
Il se rend à Rome de juin 1857 à février 1858, est habillé comme novice le 5 octobre à Sainte-Croix de Jérusalem (Rome) sous le nom religieux de Marie-Bernard et fait profession le 27 décembre. Avec le soutien du pape Pie IX (qui l'a reçu en audience le 12 janvier) et du supérieur général des cisterciens italiens, Teobaldo Cesari, Sénanque a été officiellement élevé au rang de monastère cistercien le 20 novembre 1857 (avec son propre noviciat et Barnouin comme prieur pendant trois ans) et affilié à la Congrégation de San Bernardo d'Italia (mais non incorporé car Barnouin aspirait à créer sa propre congrégation).

### Fondation de Fontfroide
En 1858, Barnouin accepte l'invitation de l'évêque de Carcassonne et envoie Jean Léonard (1815-1895), entré à Sénanque en 1856, repeupler l'abbaye Sainte-Marie de Fontfroide, vacante depuis 1791, et qui doit y mourir après près de 40 ans dans le parfum de la sainteté. En 1901, Fontfroide, avec Grangie à Saint-Hilaire (Aude), est finalement fermée.

### Deuxième séjour à Rome
En 1859, les deux monastères comptaient un total de 65 moines, dont 10 prêtres. Barnouin fonde une association de prière pour les âmes du purgatoire, qui compte après quatre ans 220 000 membres dans le monde. En 1861, 90 moines réélisent à l'unanimité Barnouin comme prieur, qui effectue un autre voyage à Rome de mai 1862 à mars 1863 pour négocier le statut et les constitutions de son monastère, mais n'obtient que des mesures provisoires et regrette beaucoup de choses, dont le long juniorat imposé de cinq ans entre la profession temporaire et la profession solennelle et la mise à niveau de l'activité intellectuelle par rapport à l'agriculture qu'il privilégie. Barnouin était trappiste dans l'âme, mais il a dû se priver de la Stricte Observance à cause de sa faiblesse corporelle.

### Fondations de Hautecombe, La Garde-Dieu et Ségriès
De retour de Rome, il visite la Grande Chartreuse et l'abbaye d'Hautecombe, qui avait été repeuplée par les cisterciens italiens en 1826, mais qui se trouvait désormais sur le territoire français et était donc en difficulté. En 1864, Barnouin envoya 18 moines de Sénanque à Hautecombe pour une renaissance réussie. La même année, la réinstallation du monastère de la Garde-Dieu échoua en raison de la résistance des autorités. Les moines ont été rappelés en 1865 et la propriété a été abandonnée en 1874. Plus fructueuse, toujours en 1864, fut la fondation d'une filiale de Ségriès (« locus segregatus », entre Riez et Moustiers-Sainte-Marie), qui existera jusqu'en 1892 (aujourd'hui une auberge).

### Fondation de deux monastères féminins
De plus, sous sa direction spirituelle, Barnouin favorise la fondation de deux couvents, d'abord en 1865 Notre-Dame de Salagon (aujourd'hui musée) à Mane (Alpes-de-Haute-Provence) (non loin de Forcalquier), puis en 1869 Notre-Dame des Prés à Reillanne, où ses moines avaient fait construire des bâtiments monastiques, qui accueillirent également les sœurs de Mane en 1872. Le monastère a été transféré à Castagniers en 1930 sous le nom de Notre-Dame de la Paix (incorporé à l'ordre cistercien en 1960, abbaye depuis 1962).

### Abbé de Sénanque et de Lérins
En 1867, la famille monastique de Sénanque est élevée au rang de congrégation (avec ses propres statuts). En 1868 Barnouin en est élu supérieur et sacré abbé le 2 mai 1869. Au cours du même été, le nouvel abbé reprend ses fonctions et, à l'invitation de l'évêque de Fréjus, Joseph-Antoine-Henri Jordany (1798-1887, évêque de 1855 à 1876), installe l'abbaye de Lérins sur l'île méditerranéenne de Saint-Honorat (au large de Cannes), abandonnée depuis 1791. Après la construction de nouveaux édifices (par le célèbre architecte Henri Revoil, 1822-1900), l'abbé Barnouin transfère son siège abbatial à Lérins le 5 mai 1872 et y reste jusqu'à sa mort, à partir de 1876, accompagné avec bienveillance par son successeur, Joseph-Sébastien-Ferdinand Terris (1824-1885), un ami qu'il connaît depuis le séminaire. En 1878, Barnouin fonde l'Association Notre-Dame des Prêtres, à laquelle se joignent 12 000 prêtres (en 1903). Sa Pieuse ligue universelle pour les âmes du purgatoire connut moins de succès. Son souhait d'ériger une statue de Marie de 100 mètres de haut sur l'île de Saint-Honorat n'a pas été réalisé. Il meurt d'un rhume une semaine après la Fête-Dieu, car il ne peut pas recevoir de traitement médical en raison de la mer agitée.

### Évaluation
La Congrégation cistercienne fondée par Barnouin se compose actuellement de six monastères répartis dans quatre pays. Sa principale réalisation est le rétablissement de l'Observance Générale Cistercienne dans leur pays natal. Ce faisant, il se situe, bien que avec moins de succès, aux côtés du trappiste Augustin de Lestrange et du bénédictin Prosper Guéranger.

## Œuvres
- Statuta Congregationis Beatae Mariae de Senanqua, Avignon, Aubanel, 1868.
- Magnificat  in CL linguas versum, et propriis caracteribus redditum et expressum, Lérins, 1887 (Magnificat en 150 langues, Célébration pour le pape Léon XIII).

## Biographies
- Edouard Capelle, Le bon père Jean de Fontfroide. Le serviteur de Dieu. Marie Jean Louis Léonard, cistercien, abbé de Fontfroide, 1815-1895, Strasbourg, Trifolium, 2014 (premier en 1896).
- Guy-Marie-Oury, Un homme de foi. Dom Marie-Bernard Barnouin. Restaurateur des abbayes de Sénanque et Lérins, Chambray-lès-Tours, C.L.D., 1983 (source principale de cet article).